# Harry Collett
Harry Collett (Essex, 17 de enero de 2004) es un actor británico. Comenzó su carrera como actor infantil en los teatros del West End londinense. Luego interpretó a Oliver Hide en el drama médico de la BBC Casualty (2016-2022), a Tommy Stubbins en la película Dolittle (2020) y a Jacaerys Velaryon en la serie de fantasía de HBO La casa del dragón (2022-2024).

## Biografía
Harry Collett nació el 17 de enero de 2004 en el condado de Essex. En su juventud asistió al Coopers' Company and Coborn School donde se graduó en 2020. Comenzó su carrera en las producciones musicales del West End de Billy Elliot the Musical en el Victoria Palace Theatre, Matilda The Musical en el Cambridge Theatre como Eric y Elf en el Dominion Theatre como Michael.
Hizo su debut televisivo en un episodio de 2014 del drama médico de la BBC Casualty como Seb Durante. Ese mismo año, interpretó una versión más joven de Michael Bublé en el video musical de la versión de Bublé e Idina Menzel de la canción Baby, It's Cold Outside. Al año siguiente, hizo una aparición especial en la serie de comedia musical de ABC Galavant como una versión más joven del personaje principal (interpretado por Joshua Sasse). Prestó su voz al personaje principal Wally en Wallykazam! en las dos primeras temporadas del canal Nick Jr. y a Buzzbee en The Hive en CITV.
En 2016, fue elegido para otro papel invitado en Casualty donde interpreta el papel de Oliver Hide, el hijo del personaje de David Hide (interpretado por Jason Durr). Como parte de la aparición, Collett filmó un truco con su personaje atrapado en un automóvil envuelto en llamas. Repitió el papel en 2017 durante tres episodios y nuevamente en 2019 por un período más largo. El actor regresó para otra temporada en 2021. Al año siguiente, repitió el papel durante tres episodios y concluyó con la muerte de su personaje durante un tiroteo en la escuela. El coprotagonista de Collett, Durr, elogió al actor, calificándolo de «absolutamente fantástico» y opinó: «Tiene una gran carrera por delante».
Hizo su debut cinematográfico dando voz a una versión más joven del personaje del actor británico Luke Treadaway, Raymond Briggs, en Ethel & Ernest, una película biográfica animada estrenada en 2016. En 2017, apareció en el cortometraje Honor como Lee, un niño de 11 años, y tuvo un pequeño papel en la película de guerra Dunkerque de Christopher Nolan. Al año siguiente, apareció en películas como Dead in a Week o Your Money Back como una versión más joven del personaje de William.
En diciembre de 2017, se anunció que Collett interpretaría el personaje de Tommy Stubbins junto a Robert Downey Jr. en la película de comedia de aventuras Dolittle, que se estrenó en enero de 2020. Posteriormente interpretó al príncipe Jacaerys «Jace» Velaryon en la serie de fantasía de HBO de 2022 La casa del dragón, una precuela de Game Of Thrones y adaptación del libro Fuego y sangre de George R. R. Martin.

## Filmografía

### Cine
| Año            | Título                            | Papel                   | Notas        |
| -------------- | --------------------------------- | ----------------------- | ------------ |
| 2016           | Ethel & Ernest                    | Raymond Briggs de joven | Voz          |
| 2017           | Honour                            | Lee                     | Cortometraje |
| 2017           | Dunkerque                         | Chico                   |              |
| 2018           | Dead in a Week or Your Money Back | William de joven        |              |
| 2020           | Dolittle                          | Tommy Stubbins          |              |
| (Fuente: IMDb) |                                   |                         |              |

### Televisión
| Año            | Título             | Papel             | Notas                          |
| -------------- | ------------------ | ----------------- | ------------------------------ |
| 2014           | Casualty           | Seb Durante       | Episodio: «A Life Less Lived»  |
| 2014-2017      | Wallykazam!        | Wally             | Voz                            |
| 2015           | Galavant           | Galavant de joven | Episodio: «My Cousin Izzy»     |
| 2015           | The Hive           | Buzzbee           | Voz; 5 episodios               |
| 2016-2022      | Casualty           | Oliver Hide       | Papel recurrente; 23 episodios |
| 2022-presente  | La casa del dragón | Jacaerys Velaryon | Papel principal; 10 episodios  |
| (Fuente: IMDb) |                    |                   |                                |

### Musicales
| Año       | Título                   | Papel     | Notas                            |
| --------- | ------------------------ | --------- | -------------------------------- |
| 2010      | Billy Elliot The Musical | Small Boy | Victoria Palace Theatre, Londres |
| 2013      | Matilda The Musical      | Eric      | Cambridge Theatre, Londres       |
| 2015-2016 | Elf                      | Michael   | Dominion Theatre, Londres        |

### Vídeos musicales
| Año  | Título                  | Artistas                       | Ref.   |
| ---- | ----------------------- | ------------------------------ | ------ |
| 2014 | Baby, It's Cold Outside | Idina Menzel and Michael Bublé | [ 17 ] |

### Videojuegos
| Año  | Título                                                         | Personaje | Notas                        |
| ---- | -------------------------------------------------------------- | --------- | ---------------------------- |
| 2015 | Dragon Quest Heroes: The World Tree's Woe and the Blight Below | Helix     | Solo en la versión en inglés |